# Ex (film)
Pour plus de détails, voir Fiche technique et Distribution.
Ex est un film italien réalisé par Fausto Brizzi, sorti en 2009.

## Fiche technique
- Titre : Ex
- Réalisation : Fausto Brizzi
- Scénario : Fausto Brizzi, Massimiliano Bruno, Riccardo Cassini et Marco Martani
- Musique : Bruno Zambrini
- Pays d'origine : Italie
- Genre : comédie romantique
- Date de sortie : 2009

## Distribution
- Claudia Gerini : Elisa
- Flavio Insinna : Don Lorenzo
- Silvio Orlando : Luca
- Nancy Brilli : Caterina
- Gianmarco Tognazzi : Corrado
- Fabio De Luigi : Paolo
- Alessandro Gassman : Davide
- Claudio Bisio : Sergio
- Vincenzo Salemme : Filippo
- Nathalie Rapti Gomez : Noemi
- Elena Sofia Ricci : Michela
- Carla Signoris : Loredana
- Cristiana Capotondi : Giulia
- Giorgia Wurth : Roberta
- Martina Pinto : Valentina
- Cécile Cassel : Monique
- Malik Zidi : Marc
- Enrico Montesano : Antonio
- Angelo Infanti : Père d'Elisa
- Wilfred Benaïche : M. Giresse
- Élodie Bollée : Sophie
- Arthur Dupont : Jacques
- Babak Karimi : Docteur
- Rosabell Laurenti Sellers : Barbara
- Paola Minaccioni : Amie d'Elisa
- Francesca Nunzi : Antonella
- Roberta Gemma :

## Remake
Un remake français, Les Ex, est sorti en 2017.